# Номерні знаки Монако

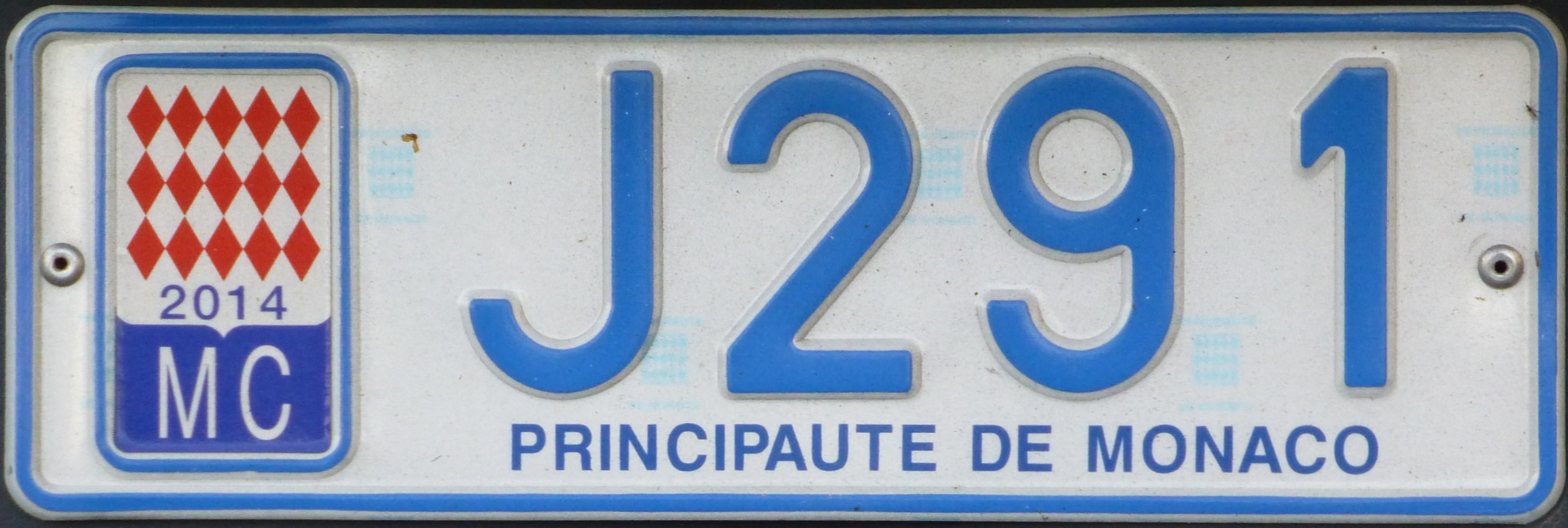
Registration plate of Monaco

Автомобільні номерні знаки Монако використовуються для реєстрації транспортних засобів у Монако. Вони використовуються для перевірки законності використання, наявності страхування та ідентифікації транспортних засобів.
Номерні знаки подібні до американського типу, однак менші за розмірами. Мають біле тло та блакитні символи, які комбінуються з чотирьох цифр та (або) літер. Ліворуч пластини розміщений герб Монако та рік реєстрації (тільки для задньої пластини).
У нижній частині номерного знака напис — «PRINCIPAUTE DE MONACO».
Всі знаки, що починаються з «000», належать родині Альберта II, князя Монако.

## Спеціальні
- Для мотоциклів знаки містять дві літери і дві цифри.
- Для імпортованих автомобілів знаки червоного кольору з білими символами.
- Для автомобілів на попередній реєстарції знаки червоного кольору з білими символами.
- Для автомобілів дипломатичних місій номери мають префікси «CC» або «CD», літери символи блакитні та зелені відповідно до кожного з префіксів.
- Для транспортних засобів МАГАТЕ та Міжнародної гідрографічної організації номерні знаки мають зелене тло із зеленими символами.
- Для туристичних автомобілів, пластини кольорові червоний шрифт на білому тлі. Плити мають префікс "ТТ".
- Для орендованих автомобілів номерні знаки мають префікс «V».
- Для автомобілів монаршої сім'ї, пластини мають префікс «MC» без інших символів із сімейним гербом.
- Для державних автомобілів формат номера «XXnX».
- Для дилерських автомобілів формат номера «XXXn»
- Номерний знак присвоєний автомобілю князя в 1997 році «AN 1997».